# Grimpa-soques cuallarg
El grimpa-soques cuallarg (Deconychura longicauda) és un ocell sud-americà de la família dels furnàrids.

## Taxonomia
Segons la Classificació del Congrés Ornitològic Internacional (versió 10.2, 2020) aquesta espècie és l'única del gènere Deconychura, si bé antany s'incloïa també el grimpa-soques gorjapigallat, que actualment és ubicat a Certhiasomus.
En la mateixa classificació es reconeixen 7 subespècies:
- D. l. typica Cherrie, 1891, de Costa Rica i l'oest de Panamà.
- D. l. darienensis Griscom, 1929 de l'est de Panamà.
- D. l. minor Todd, 1919, del nord de Colòmbia.
- D. l. longicauda (Pelzeln, 1868) de les Guaianes i Brasil septentrional.
- D. l. connectens JT Zimmer, 1929, de Colòmbia oriental i sud de Veneçuela fins l'est de l'Equador i del Perú i nord-oest de Brasil.
- D. l. pallida JT Zimmer, 1929 del sud-est de Perú, nord de Bolívia i sud-oest de Brasil.
- D. l. zimmeri Pinto, 1974, del Brasil central.

Segons el Handbook of the Birds of the World and BirdLife International Digital Checklist of the Birds of the World (versió 5, 2020), el gènere Deconychura està format per tres espècies. Les tres primeres subespècies formarien una espècie, D. l. longicauda una segona i les tres últimes una tercera, de la següent manera:
- Deconychura typica - grimpa-soques cuallarg menut[3]
- Deconychura longicauda - grimpa-soques cuallarg de la Guaiana[4]
- Deconychura pallida - grimpa-soques cuallarg amazònic.[5]